# Whirlpool
Whirlpool Corporation (Уърпул, букв. „водовъртеж“) е американска компания, основана от братята Фред и Луи Аптон през 1911 г. в щата Мичиган. Компанията е основен производител на битова техника в САЩ и е една от най-големите в света. Има 70 производствени и научно-технически центрове по целия свят. Притежава търговските марки KitchenAid, Maytag, Indesit и други.

## История

### 1910—1960-те години
През 1911 г. братята Фред и Луи Ъптън основават компанията за производство на перални машини Upton Machine. През 1916 г. разпространението на тяхната продукция се поема от компанията Sears, Roebuck and Co. През 1929 г., след сливането с Nineteen Hundred Washer, компанията е преименувана в Nineteen Hundred Corporation. Продуктите на корпорацията, продавани чрез веригата Sears, са много търсени, като продажбите нарастват дори по време на Голямата депресия. По време на Втората световна война корпорацията произвежда части за оръжия, но в същото време разработва и нов тип автоматична перална машина, чиито продажби започват през 1947 г.; на следващата година за продуктите им започва да се използва търговската марка Whirlpool (букв. „водовъртеж“). През 1950 г. Whirlpool Corporation става официалното име на корпорацията.
През следвоенните години в Съединените щати има голямо търсене на домакински уреди и продажбите на корпорацията бързо нарастват. През 1955 г. Whirlpool се слива с производителя на хладилници Seeger Refrigerator Company и през същата година, в партньорство с Radio Corporation of America (RCA), започва производството на климатици и готварски печки (под марката RCA-Whirlpool). Придобиването на чикагската Birtman Electric Company през 1957 г. добавя прахосмукачки към продуктовата линия. Също през 1957 г. е създадено дъщерно дружество за финансиране на дистрибутори. През 1958 г. е направено първото голямо чуждестранно придобиване, бразилската компания Brasmotor S.A. На канадския пазар Whirlpool навлиза през 1969 г. със закупуването на 33% дял в местния производител на уреди John Inglis Co. През 1985 г. делът е увеличен до контролно участие и Inglis става канадски филиал на корпорацията.
През октомври 1960 г. изследователската лаборатория на компанията получава правителствен договор от Космическия център „Линдън Джонсън“ (NASA) за разработване на космическа „кухня“ за програмата Gemini, включително оборудване за съхранение на храна и изхвърляне на отпадъци.

### 1970—1990-те години
В началото на 70-те години търсенето на домакински уреди започва да намалява, движението за защита на потребителите (което изисква по-добро качество на продуктите) набира скорост, а петролната криза от 1973 г. предизвиква рецесия в икономиката на САЩ. Това налага компанията да рационализира дейността си и през 1973 г. една трета от нейния персонал е съкратена. През 1974 г. започва стачка в завод за хладилници и климатици в Индиана, която продължава четири месеца.
До края на 70-те години на миналия век търсенето започва да расте отново и през 1977 г. компанията представя автоматична пералня с електронно управление, и също навлиза на пазара на микровълнови фурни при втория си опит (първият опит в края на 50-те години е неуспешен). През 1984 г. е основана Whirlpool Trading Company, за да започне голяма международна експанзия. През 1986 г. е закупено подразделението KitchenAid на Hobart Corporation, което произвежда съдомиялни машини и други кухненски уреди. През 1987 г. корпорацията навлиза на индийския пазар, а на следващата година – на мексиканския.
През 1988 г. е направен опит за придобиване на Roper Corporation, производител на домакински уреди, косачки и минитрактори. Сделката е блокирана по инициатива на General Electric. През 1989 г. страните постигат споразумение, според което GE ще купи производствените съоръжения на Roper, а Whirlpool ще купи правата върху търговската марка; освен това GE става доставчик на електрически двигатели за Whirlpool. Също през 1989 г. е създадено съвместно предприятие с Philips за пускане на пазара на продуктите на европейския пазар; тя е наречена Whirlpool Europe B.V. Делът на Philips е изкупен през 1991 г. Между 1978 и 1989 г. продажбите на Whirlpool нарастват от 2 млрд. на 6 млрд. щ.д. и корпорацията става най-големият производител на домакински уреди в света. През 90-те години на миналия век корпорацията навлиза на пазарите на редица европейски и азиатски страни, но с ограничен успех, до края на десетилетието се налага да затвори някои фабрики и да освободи 10% от служителите си, главно в тези региони. През 1997 г. са придобити две бразилски компании, Embraco (производител на компресори за хладилници) и Multibrás (производител на домакински уреди).

### От 2000-те до наши дни
Whirlpool започва XXI век с нови съкращения на персонала (7 хиляди за две години). През 2001 г. са изтеглени 1,8 милиона микровълнови фурни (тъй като са пожароопасни), което струва на корпорацията $300 млн. щ.д. Година по-рано няколко модела съдомиялни машини са изтеглени поради подобен проблем. Корпорацията приключва 2002 г. с нетна загуба от 394 млн. щ.д.
През април 2006 г. е придобита Maytag Corporation за 2,6 млрд. щ.д. През 2007 г. е продадена компанията Hoover и са затворени няколко завода в САЩ.
През 2014 г., за да засили позицията си на европейския пазар на домакински уреди, който до момента представлява 16% от всички продажби на Whirlpool, е купен контролният пакет (60,4%) от акциите на италианската компания Indesit за 758 млн. евро (1,038 млрд. щ.д.). През декември Whirlpool завършва успешно задължителното търгово предлагане за останалите акции и делистива Indesit от Италианската фондова борса. Indesit става изцяло притежавано дъщерно дружество на Whirlpool Italia Holdings S.r.l.

## Ръководство
Ръководител на Whirlpool Corporation е Марк Робърт Битцер, от началото на 2019 г. той съчетава постовете на председател на борда на директорите, президент (от 2015 г.) и главен изпълнителен директор (от 2017 г.); в компанията той е от 1999 г.

## Дейност
Основните продуктови категории са хладилници и фризери (29% от продажбите), перални (28%), кухненски уреди (19%).
Производствените мощности включват 41 завода в 14 страни: 10 завода в САЩ, 5 в Италия, по 4 завода в Мексико, Бразилия и КНР, по 3 в Полша и Индия, 2 в Словакия, по един в Русия, Турция, Южна Африка, Великобритания, Аржентина и Колумбия. През 2022 г., поради намаляващо търсене, Whirlpool обявява пълно оттегляне от руския пазар, продавайки своите активи ("Indesit International" и "Whirlpool Rus") на турския Arcelik (марка Beko). Очакваната сума на сделката е около 220 милиона евро, които ще бъдат изплатени за 10 години.
Основният пазар на компанията е Северна Америка, който представлява повече от половината продажби (54% през 2018 г.), следван от Европа, Близкия изток и Африка (22%) , Латинска Америка (17%) и Азия (7%).
|                     | 2004  | 2005  | 2006  | 2007  | 2008  | 2009  | 2010  | 2011  | 2012  | 2013  | 2014  | 2015  | 2016  | 2017  | 2018   |
| ------------------- | ----- | ----- | ----- | ----- | ----- | ----- | ----- | ----- | ----- | ----- | ----- | ----- | ----- | ----- | ------ |
| Оборот              | 13,22 | 14,32 | 18,08 | 19,41 | 18,91 | 17,10 | 18,37 | 18,67 | 18,14 | 18,77 | 19,87 | 20,89 | 20,72 | 21,25 | 21,04  |
| Чиста печалба       | 0,406 | 0,422 | 0,486 | 0,647 | 0,418 | 0,354 | 0,650 | 0,408 | 0,425 | 0,849 | 0,692 | 0,822 | 0,928 | 0,337 | -0,159 |
| Активи              | 8,181 | 8,301 | 13,76 | 14,01 | 13,53 | 15,09 | 15,58 | 15,18 | 15,40 | 15,54 | 20,00 | 19,01 | 19,15 | 20,04 | 18,35  |
| Собствен капитал    | 1,606 | 1,745 | 3,283 | 3,911 | 3,006 | 3,664 | 4,226 | 4,181 | 4,260 | 4,924 | 4,885 | 4,743 | 4,773 | 4,198 | 2,291  |
| Сътрудници, хил. д. | 68,13 | 65,68 | 73,42 | 73,68 | 69,61 | 67    | 71    | 68    | 68    | 69    | 100   | 97    | 93    | 92    | 92     |

## Критика
През декември 2018 г. френският антитръстов орган глобява Whirlpool със 102 милиона евро заради ценово споразумение с Electrolux, BSH, Candy Hoover и др. Както установи разследването, представители на компанията са се срещали няколко пъти между 2006 и 2009 г. Например през 2008 г. компаниите са се уговорили да увеличат цените с 20 евро за стоки, струващи под 200 евро, и с 50 евро за стоки, струващи над 400 евро.

## Основни марки
- Acros (Мексико)
- Affresh Washer Cleaners
- Amana
- Bauknecht
- Brastemp (Бразилия)
- Challenger (Колумбия)
- Consul (Бразилия)
- Diqua (Китай)
- Estate
- EveryDrop
- Gladiator GarageWorks
- Hefei Sanyo (Китай)[20]
- Hotpoint (Европа)
- Ignis (Италия)
- Indesit
- Inglis (Канада и САЩ)
- InSinkErator
- Jenn-Air
- KitchenAid
- Laden (Франция)
- Maytag
- Polar
- Privileg
- Roper
- Royalstar (Китай)
- Stinol
- True Fresh
- Whirlpool
- Yummly